# Tupãssi
Tupãssi este un oraș în Paraná (PR), Brazilia.